# Buddy's Bug Hunt
Pour plus de détails, voir Fiche technique et Distribution.
Buddy's Bug Hunt est un dessin animé américain créé en 1935, réalisé par Jack King et produit par la Warner Bros. Pictures dans la série des Buddy (Looney Tunes).
Il a été réalisé par Jack King et produit par Leon Schlesinger, crédité comme producteur associé.

## Fiche technique
- Titre original : Buddy's Bug Hunt
- Réalisation : Jack King
- Producteurs : Leon Schlesinger
- Musique : Norman Spencer
- Production : Leon Schlesinger Studios
- Distribution : Warner Bros. Pictures
- Format : noir et blanc - mono
- Langue : anglais
- Pays : États-Unis
- Genre : dessin-animé
- Durée : 7 minutes
- Date de sortie : USA : 22 juin 1935
- Licence : domaine public[1]